# Blizuzemeljski asteroid
Blizuzemeljski asteroid je asteroid s tirnico, ki seka tirnico Zemlje, ali pa je tirnici zelo blizu.

## Značilnosti
Velika večina asteroidov se nahaja v asteroidnem pasu. Obstajajo pa nekateri asteroidi, ki imajo tirnice s takimi značilnostmi, da sekajo tudi tirnico Zemlje. Zaradi tega predstavljajo nevarnost, da bi na svoji poti okoli Sonca zadeli Zemljo. Imenujemo jih blizuzemeljski asteroidi, čeprav se samo občasno približajo Zemlji. Večina teh asteroidov ima tirnice tudi znotraj Marsove tirnice. Nekateri se približajo celo Veneri.
Te vrste asteroidov so zanimive tudi zato, ker jih je zelo lahko doseči (z majhno porabo energije). Dva blizuzemeljska asteroida so sonde že obiskale: asteroid 433 Eros je dosegla sonda Near Earth Asteroid Rendezvous – NEAR Shoemaker, asteroid 25143 Itokawa pa je dosegla japonska sonda Hayabusa.
Sedaj je znanih približno 1000 blizuzemeljskih asteroidov, ki imajo premer do 32 km, obstaja pa verjetno nekaj 10.000 asteroidov od katerih jih je takšnih s premerom nad 1 km tudi do 2.000.
Življenjska doba teh asteroidov je od 10 do 100 milijonov let. Veliko jih pade na Sonce ali pa se jih izvrže iz Sončevega sistema. Pojavljajo pa se novi, ki pridejo iz asteroidnega pasu.

## Delitev blizuzemeljskih asteroidov
Blizuzemeljski asteroidi se delijo po značilnostih tirnice v tri skupine:

### Atonski asteroidi
Atonski asteroidi imajo tirnice s polosmi manjšimi kot Zemlja in takšno izsrednost, da njihov afelij leži zunaj Zemljine tirnice. Tako so večino časa znotraj Zemljine tirnice. Njihov afelij je večji od 0,9833 a.e., (perihelij Zemlje). Razen tega obstajajo tudi asteroidi, ki imajo takšno izsrednost, da ne dosežejo tirnice Zemlje v njihovem afeliju. To so Apohelski asteroidi. Nekateri Atonski asteroidi imajo takšen perihelij, da dosežejo tudi notranjost tirnice Venere ali celo Merkurja.
Atonski asteroidi sekajo tirnico Zemlje. Zaradi tega obstaja nevarnost, da pri tem zadenejo Zemljo.

### Apolonski asteroidi
Apolonski asteroidi imajo polos tirnice večjo kot Zemlja, pri tem pa imajo izsrednost tira tako, da so v periheliju znotraj Zemljine tirnice. Apolonski asteroidi tako sekajo Zemljino tirnico. Imenujejo se po asteroidu 1862 Apolon. Perihelij imajo manjši od 1,017 a.e. (afelij Zemlje) Nekateri teh asteroidov lahko na svoji poti sekajo tudi tirnico Venere.
Največji Apolonski asteroid je (1866) Sizif, ki ima premer 8,5 km.
Asteroidu (4179) Tutasisu so s pomočjo radarja določili tudi obliko.

### Amorski asteroidi
Amorski asteroidi imajo polosi tirnic zunaj tirnice Zemlje pri tem pa takšno izsrednost, da niti v periheliju ne sekajo tirnice Zemlje, se ji pa od zunanje strani lahko približajo. Perihelij teh asteroidov je na razdalji od 1,017 do 1,3 a.e.
Največji asteroid tega tipa je (1036) Ganimed.

### Arjunski asteroidi
Arjunski asteroidi tvorijo posebno skupino blizuzemeljskih asteroidov. Imajo tirnico, ki je zelo podobna tirnici Zemlje.

## Ogrožanje Zemlje
Strah pred zadetkom asteroida se je povečal po padcu kometa Shoemaker-Levy 9 na Jupiter 16. julija 1994. Asteroidi s premerom 1 km, zadenejo Zemljo nekajkrat v milijon letih. Trki z asteroidi velikimi 5 km se zgodijo vsakih 10 milijonov let. Najbolj znana eksplozija nebesnega telesa pri trku z Zemljo je eksplozija v Tunguski, leta 1908. Takrat je eksplodiralo neznano telo ( z velikostjo približno 20 m) ob vstopu v atmosfero. Nastala je eksplozija , ki odgovarja 20 megatonam eksploziva TNT. Vsak mesec se zaradi trkov z nebesnimi telesi zgodi kar nekaj eksplozij, ki odgovarjajo 1.000 tonam TNT.
Bilo je že tudi nekaj lažnih napovedi o bližajočih se trkih z asteroidi.
V resnici pa je bilo nekaj resnih ogrožanj Zemlje. Primer: Asteroid (29075) 1950 DA (premer okoli 1 km) je bil odkrit leta 1950, potem pa ‘izgubljen’. Ponovno so ga ‘našli’ 31. decembra 2000. Po izračunih bi lahko padel na Zemljo 16. marca leta 2880.
Iz projekta LINEAR so poročali, da je 18. marca 2004 letel mimo Zemlje asteroid na razdalji samo 42.600 km (to je desetina razdalje Zemlja – Luna).
Primer:
Asteroid s premerom 10 m je 6. junija 2002 zadel Zemljo nad Sredozemskim morjem nekje med Grčijo in Libijo. Energija, ki se je sprostila odgovarja 26 kilotonam TNT.
- Nevarni Atonski asteroidi:

V decembru leta 2004 so zaradi približnih izračunov nekaj časa mislili, da bo asteroid (99941) Apofis (začasna oznaka asteroida je bila 2004 MN4 padel na Zemljo v letu 2029. Poznejši natančnejši izračuni so pokazali, da se to ne more zgoditi leta 2029, obstaja pa malo večja verjetnost, da bi se to zgodilo leta 2036. .

Zemlji se je po znanih podatkih doslej najbolj približal asteroid 2004 FU162 31. marca 2004 na razdaljo 6.500 km. Njegova velikost je bila samo 6 metrov.
- Nevarni Apolonski asteroidi

Asteroid (29075) 1950 DA je bil prvi znani Apolonski asteroid, ki je predstavljal nevarnost za Zemljo.

Leta 1937 je bil odkrit asteroid (69230) Hemes, ki je tega leta letel mimo Zemlje na 1,5-kratni razdalji Zemlja – Luna. Pozneje je bil izgubljen, leta 2003 je bil ponovno najden. .

23. marca 1989 je asteroid s premerom 300 m zgrešil Zemljo samo za 700.000 km. Pri tem je letel skozi področje, kjer je bila Zemlja pred 6 urami. Če bi zadel Zemljo, bi povzročil eno največjih eksplozij v znani preteklosti.
Število znanih Apolonskih asteroidov se z leti zelo hitro veča:
| Leto      | Število |
| --------- | ------- |
| 1990      | 63      |
| 1999      | 415     |
| Nov. 2003 | 1190    |
| Jul. 2007 | 2890    |

## Projekti obrambe pred asteroidi
Najbolj znan projekt, ki se ukvarja z raziskovanjem verjetnosti trka z asteroidi, je Lincoln Near-Earth Asteroid Research (LINEAR), ki se je pričel leta 1996. Odkril je že na tisoče nebesnih teles. Uporabljajo dva metrska in en polmetrski teleskop v državi Nova Mehika, ZDA.
V projektu Spacewatch uporabljajo 90-centimetrski teleskop v Observatoriju Kitt Peak v Arizoni.